# Vaskohmező
Vaskohmező (Câmp), település Romániában, Partiumban, Bihar megyében.

## Fekvése
A Bihar-hegység alatt, Vaskohtól nyugatra, a Fekete-Körös bal partja közelében, Vaskoh, Kolafalva és Vaskohaszód közt fekvő település.

## Története
Vaskohmező nevét 1600-ban említette először oklevél Keompeolsboy néven.
1808-ban Kimpuly, Kimpulbouluj, 1851-ben Kimp, 1913-ban Vaskohmező néven írták.
1851-ben Fényes Elek írta a településről:
Kimp, Bihar vármegyében, a váradi deák püspök vaskohi uradalmában, sziklás hegyek közé
szorított völgyben: 600 óhitü lakossal, s anyatemplommal. Határa 3058 hold, ... hegyeiből nagy
mennyiségü vasércz ásatik.
1910-ben 1209 görögkeleti ortodox román lakosa volt.
A trianoni békeszerződés előtt Bihar vármegye Vaskohi járásához tartozott.

## Források

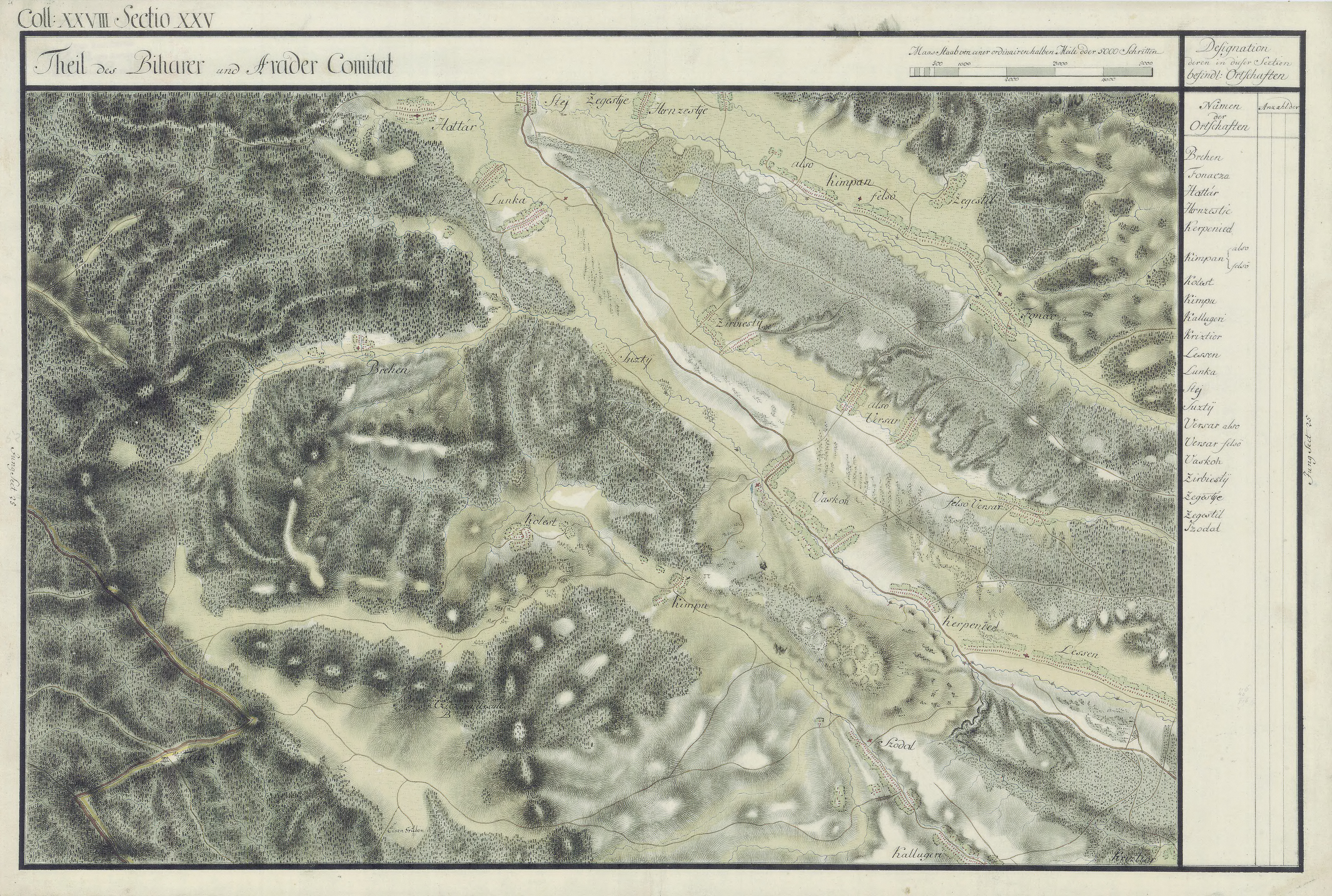
Vaskohmező egy régi térképen